# Подозреваемые по делу Джека-потрошителя

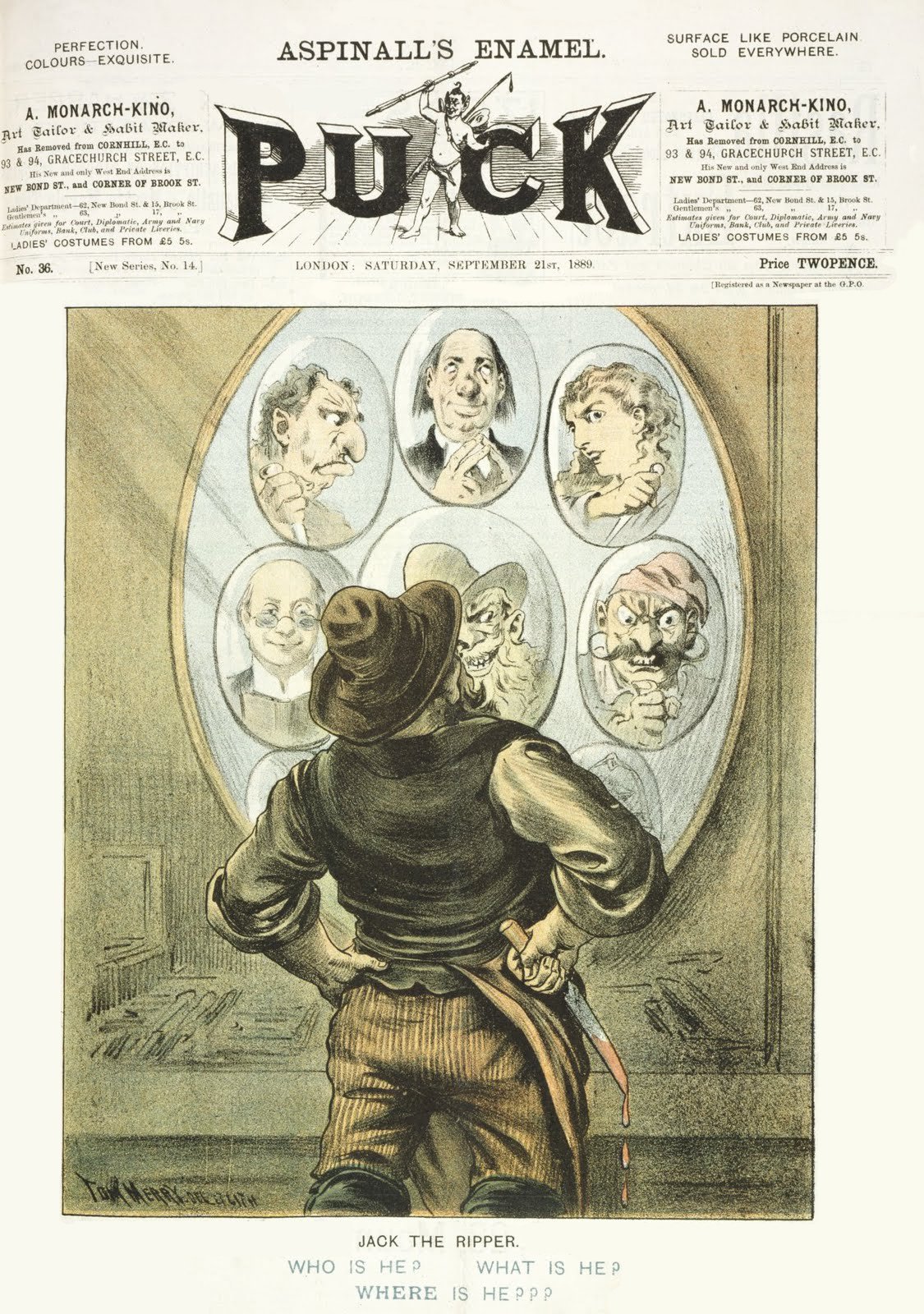
Обложка журнала Puck от 21 сентября 1889 года. Художник Том Мерри

Убийства в Уайтчепеле в 1888 году были совершены неустановленным серийным убийцей (или убийцами), который(е), впоследствии, получил(и) известность под именем Джек-потрошитель. С того момента споры о личности злодея не стихают, а всего в качестве подозреваемых было предложено около 100 человек.

## Версия полиции
В документах Службы столичной полиции указывается, что расследование, проведенное сыщиками, включало в себя проверку 11 убийств женщин, произошедших в период с 1888 по 1891. Пять из них, так называемые «канонические» жертвы: Мэри Энн Николз, Энни Чэпмен, Элизабет Страйд, Кэтрин Эддоус и Мэри Джейн Келли, являются общепризнанными, а шесть других: Эмма Элизабет Смит, Марта Табрам, Роуз Маллет, Элис Маккензи, Фрэнсис Коулз и неопознанная женщина, называют возможными.
Быстрота нападений и повреждения тел жертв позволяли предполагать, что убийца мог иметь навыки врача или мясника. Однако не все специалисты были согласны с этим: некоторые сходились во мнении, что раны, нанесенные убийцей, были слишком грубыми и не являлись профессиональными разрезами. Местные мясники и палачи были проверены и исключены из списков подозреваемых. Всего было опрошено около 2000 человек, а задержано около 80, но обвинения в убийствах так и не были предъявлены ни одному подозреваемому.

### Монтегю Джон Друитт
Монтегю Джон Друитт (15 августа 1857 — начало декабря 1888), адвокат и, по совместительству, помощник школьного учителя. Профессиональный игрок в крикет. В 1888 году был уволен, а чуть позже его тело было найдено в Темзе. Предположительно, Друитт являлся гомосексуалистом, из-за чего и потерял работу, что, в свою очередь, и подтолкнуло его к самоубийству. Также известно, что мать и бабушка Друитта страдали психическими расстройствами, появление симптомов которых у Друитта также могло послужить причиной его увольнения из школы. Его смерть вскоре после убийства пятой канонической жертвы привлекла внимание главного констебля, сэра Мелвина Макнагтена, который в 1894 году назвал Друитта главным подозреваемым по этому делу. В пользу невиновности Друитта говорит тот факт, что через день после первого канонического убийства Друитта видели играющим в крикет в Дорсете, а также то, что Друитт проживал на другой стороне Темзы в графстве Кент. Убийца, как считалось, жил в Уайтчепеле в период совершения преступлений. Позже инспектор Фредерик Абберлайн исключил Друитта из списка главных подозреваемых. Единственным фактом в пользу виновности Друитта называлось то, что убийства в Уайтчепеле прекратились вместе со смертью подозреваемого и, возможно, самоубийство самого Друитта как бы завершало серию убийств Джека Потрошителя, если бы им являлся Монтегю Джон Друитт.

### Северин Клосовски
Северин Антонович Клосовски, также известный как Джордж Чэпмен (не имеет никакого отношения к Энни Чэпмен, 14 декабря 1865 — 7 апреля 1903) — польский эмигрант, который приехал в Англию где-то между 1887—1888 годами, незадолго до начала убийств. В 1893 или в 1894 году взял фамилию Чэпмен. Последовательно отравил трех своих жён и был повешен в 1903 году уже под именем Джордж Чэпмен. На момент убийств проживал в Уайтчепеле, где работал парикмахером. Х. Л. Адам, который написал книгу об английских отравителях в 1930 году, упоминал, что инспектор Фредерик Абберлайн подозревал Клосовски в убийствах Потрошителя, но признания самого Клосовски получить не удалось. В пользу невиновности Клосовски говорит то, что он был отравителем, а чтобы убивать проституток в Уайтчепеле, ему пришлось бы радикально изменить методы убийств, что маловероятно.

### Аарон Косминский
Аарон Мордке Косминский (11 сентября 1865 — 24 марта 1919) — польский еврей, который был принят в лечебницу Colney Hatch Lunatic Asylum в 1891 году без личного имени и под фамилией «Косминский». Главный констебль, сэр Мелвин Макнагтен, считал Косминского одним из главных подозреваемых, также как и главный инспектор Дональд Свенсон. Помощник комиссара, сэр Роберт Андерсон, в своих воспоминаниях, писал, что Косминский якобы был пойман на месте одного из преступлений, но другой свидетель, который тоже оказался евреем, отказался давать показания против него. В свою очередь Макнагтен говорил, что никто и никогда на местах преступлений полицией не задерживался, что противоречит воспоминаниям Андерсона. Также в документах лондонской полиции не осталось ни одного документа, связанного с этим случаем. В статьях и печатных изданиях именно Аарона Косминского наиболее часто называют Джеком-потрошителем. Известный профайлер ФБР Джон Дуглас заявил, что если Аарон Косминский и не является Джеком-потрошителем, настоящий преступник похож на него.
Версию, что убийцей являлся Аарон Косминский, подтвердил в 2014 году анализ ДНК из пятен спермы на шали одной из жертв — Кэтрин Эддоус.
Исследования провел доцент молекулярной биологии из Ливерпульского университета Яри Лоухелайнен. Необходимые для тестов молекулы он взял с шали, найденной возле тела Кэтрин Эддоус, одной из жертв Джека-потрошителя. Эту шаль, которую, как оказалось, никогда не стирали, предоставил бизнесмен Рассел Эдвардс, купивший её на аукционе. По словам предпринимателя, один из полицейских, работавший на месте убийства, забрал платок домой, для своей супруги.
В результате тщательных анализов доктор Лоухелайнен, сравнивавший образцы с шали и ДНК родственников жертвы, а также подозреваемых, пришел к выводу: Джеком-потрошителем, на счету которого от 5 до 11 убийств, оказался польский иммигрант Аарон Косминский. Ему на момент совершения первых преступлений (в 1888-м) было 23 года.
По данным учёного, серийный убийца работал парикмахером в лондонском районе Уайтчепел, где в свободное время и расправлялся с жертвами, сначала перерезая им горло, а затем вспарывая живот. Косминский был одним из подозреваемых в жестоких убийствах, но полиция так и не смогла доказать его вину. Позже Косминский, который также проходил по делу за попытку зарезать свою сестру, был признан душевнобольным и отправлен на принудительное лечение в клинику Брайтона, проведя затем оставшуюся жизнь в клиниках. Убийства больше не повторялись.

### Михаил Острог
Михаил или Майкл Острог, также известный как Доктор Грант, Бертран Эшли, Клод Клейтон (Кейтон), Эшли Набокофф, Орлофф, граф Собески (около 1833 и после 1904) — предположительно русский мошенник, настоящее происхождение и имя которого так и не было установлено. Использовал многочисленные псевдонимы и обличья. Сам Острог утверждал, что служил хирургом на корабле ВМФ России, что никогда не было подтверждено или опровергнуто. Сэр Мелвин Макнагтен включил Острога в список подозреваемых, но следствие так и не смогло установить, совершал ли Острог преступления более тяжкие, чем кражи и мошенничества. Позже писатель Филипп Саджен нашел тюремные записи, указывавшие, что Острог был заключен в тюрьму во Франции в момент начала убийств. Последнее упоминание об Остроге датируется 1904 годом, далее следы мошенника теряются.

### Джон Пайзер
Джон Пайзер или Пайсер (около 1850—1897) — польский еврей, работавший сапожником в Уайтчепеле. После убийства Мэри Энн Николс и Энни Чепмен в конце августа и начале сентября 1888 соответственно, 10 сентября 1888 сержант полиции Уильям Тик арестовал Пайзера. Джон Пайзер имел прозвище «Кожаный Фартук» и ранее подозревался в избиении проституток в Уайтчепеле. В первые дни убийств многие местные жители подозревали, что «Кожаный Фартук» был убийцей, хотя полицией не было найдено никаких доказательств причастности Пайзера к убийствам. Все подозрения были сняты, когда было установлено алиби Пайзера на момент совершения двух убийств. Джон Пайзер и Уильям Тик знали друг друга ещё до ареста, Тик несколько раз арестовывал Пайзера, поэтому Пайзер утверждал, что Тик ненавидит его. В конечном итоге, Пайзер был отпущен на свободу, а также получил денежную компенсацию за моральный ущерб от одной из газет, которая назвала его Джеком Потрошителем.

### Джеймс Томас Сэдлер
Матрос Джеймс Томас Сэдлер был знаком с Фрэнсис Коулз, которая не входила в список 5 «канонических» жертв. Коулз была убита 13 февраля 1891. Сэдлер был арестован, но доказательств его вины найдено не было. Кроме того, во время некоторых убийств Сэдлер вообще находился в море. По мнению Макнагтена, Джеймс Томас Сэдлер был дебоширом и пьяницей с неуправляемым характером, но не убийцей.

### Фрэнсис Тамблти
Фрэнсис Тамблти (около 1833 — 28 мая 1903) — американский мошенник и женоненавистник, ирландец по происхождению. Выдавал себя за врача и продавал патентованные лекарства собственного производства. После смерти одного из своих пациентов в Бостоне Тамблти бежал от преследования. В 1865 году был арестован по подозрению в соучастии убийства Авраама Линкольна, но впоследствии отпущен. После развода с женой неоднократно был замечен в обществе гомосексуалов. Во время совершения убийств Тамблти находился в Лондоне, откуда бежал во Францию, а позже обратно в США. Позже Скотленд-Ярд направлял запрос на экстрадицию Тамблти обратно в Англию, но полиция Нью-Йорка посчитала, что доказательств причастности Тамблти к убийствам в Уайтчепеле нет.

## Реакция прессы и общественное мнение
Убийства в Уайтчепеле широко освещались средствами массовой информации и наделали много шума в викторианском обществе. Журналисты, писатели и детективы-любители предлагали свои теории о том, кто совершает эти преступления. Большинство этих теорий не было и не могло быть воспринято всерьёз. Например, на момент совершения убийств известный актёр Ричард Мэнсфилд играл в театральной постановке книги Роберта Льюиса Стивенсона «Странная история доктора Джекила и мистера Хайда», причём играл злодея настолько убедительно, что некоторые журналисты посчитали, что Мэнсфилд и есть Джек-потрошитель.

### Уильям Генри Бери
Уильям Генри Бери (25 мая 1859 — 24 апреля 1889) бежал в Данди из Ист-Энда после того, как убил свою жену, Эллен Эллиот, бывшую проститутку, 4 февраля 1889 года. Бери проверялся полицией на связь с другими жертвами, но свою вину отрицал, признавшись лишь в убийстве жены. 24 апреля 1889 года Бери был повешен в Данди. Палач Джеймс Бэрри предполагал, что Бери и есть Джек Потрошитель. Стал последним преступником, казнённым по приговору суда в Данди.

### Томас Нил Крим
Томас Нил Крим (27 мая 1850 — 15 ноября 1892) британский серийный убийца-отравитель. Был приговорен к повешению после убийств 5 человек. Известный палач Джеймс Биллингтон, который вешал Крима, утверждал, что по дороге на эшафот убийца сказал «Я Джек…» (англ. I am Jack The…).

## Поздние версии
Многие годы после убийств выдвигались различные версии. В число подозреваемых были включены практически все, кто так или иначе был связан с делом, а также многие известные имена, которые вообще не рассматривались в полицейском расследовании. Поскольку версии выдвигались тогда, когда в живых не осталось никого из причастных к следствию, авторы теорий могли обвинить кого угодно «без необходимости каких-либо подтверждающих исторических доказательств». Многие версии были настолько абсурдны, что никто не воспринимал их всерьёз: так, возможными убийцами были названы писатель Джордж Гиссинг, премьер-министр Уильям Гладстоун и художник Фрэнк Майлз.

### Герцог Кларенс
В 1962 году в печати распространились слухи о том, что Альберт Виктор, герцог Кларенс, старший сын принца Уэльского, возможно, был причастен к убийствам Джека-потрошителя или являлся им. Позднее появились утверждения (в частности в книге Стивена Найта Jack the Ripper: The Final Solution), что у Альберта Виктора родился ребёнок от женщины из Уайтчепела и либо он сам, либо несколько высокопоставленных мужчин совершили убийства в целях скрыть это. Эта версия повторялась несколько раз, однако исследователи отклоняли её как несостоятельную и ссылались к бесспорным доказательствам невиновности принца: к примеру, 30 сентября 1888 года, когда в Лондоне были убиты Элизабет Страйд и Кэтрин Эддоус, Альберт Виктор был более чем за 500 миль (более 800 км) от столицы — он пребывал в Балморале, королевской резиденции в Шотландии, где его видели королева Виктория, другие члены семьи, члены немецкой королевской семьи, посетившие страну, и большое количество персонала. По данным официального придворного циркуляра, семейных дневников и писем, газетных сообщений и других источников, Эдди не мог быть вблизи тех мест, где совершались остальные убийства.

### Уолтер Ричард Сикерт
В различных теориях о личности Джека-потрошителя неоднократно рассматривался художник Уолтер Сикерт (1860—1942), например, в 1976 году Стивеном Найтом, а в 2002 — Патрисией Корнуэлл. Последняя настаивает, что на своих картинах художник изобразил детали преступления, неизвестные в то время общественности. Однако у большинства исследователей идентификация Сикерта с убийцей поддержки не находит.
Сам Уолтер Сикерт неоднократно утверждал в беседах с друзьями, что длительное время жил на квартире, в которой прежде проживал неуловимый серийный убийца. На одной из своих картин он изобразил спальню в квартире, которую снимал в Лондоне по адресу Морнингтон Кресчент 6. Это полотно он даже назвал «Спальня Джека-потрошителя».

## Другие теории

### сэр Джон Уильямс
Сэр Джон Уильямс, 1-й баронет Лондонского Сити (6 ноября 1840 — 24 мая 1926) был акушером дочери королевы Виктории принцессы Беатрисы и был обвинён в преступлениях Потрошителя в книге «Дядя Джек» (2005), написанной одним из потомков хирурга, Тони Уильямсом, и Хамфри Прайсом.  Авторы утверждают, что потерпевшие знали врача лично, что они были убиты и изувечены при попытке исследовать причины бесплодия, а орудием убийства был сильно затупленный хирургический нож, принадлежавший Уильямсу.  Дженнифер Пегг в двух статьях продемонстрировала, что большая часть исследований в книге ошибочна; например, версия записи в записной книжке, в которой утверждалось, что Уильямс встретил жертву Потрошителя Мэри Энн Николс, была изменена для печати и не соответствовала исходному документу, а строка, обнаруженная в исходном документе, была написана почерком, который не соответствовал остальной части блокнота.
Жену Уильямса, Лиззи, назвал возможной подозреваемой писатель Джон Моррис, который утверждает, что она не могла иметь детей и в расстроенном состоянии мстила тем, кто мог, убивая их.